# Dillandia subumbellata
Dillandia subumbellata là một loài thực vật có hoa trong họ Cúc. Loài này được V.A.Funk & H.Rob. mô tả khoa học đầu tiên năm 2001.